# Міжнародний паралімпійський комітет
Міжнаро́дний паралімпі́йський коміте́т, скорочено МПК (англ. International Paralympic Committee; фр. Comité international paralympique) — керівний орган паралімпійського руху.
МПК опікується організацією й проведенням Паралімпійських ігор, керуючись у своїх рішеннях Олімпійською хартією. До його складу входять 174 національних паралімпійських комітетів.
МОК заснований 1989 року з спортивних федерацій для інвалідів, а також 42 національних організацій спорту інвалідів в різних країнах. Наразі він базується у Бонні, ФРН. Нині МПК та МОК — найбільша і найповажніша у світі спорту організація.